# Столкновение над Железногорском
Столкновение над Железногорск-Илимским — авиационная катастрофа, произошедшая пятничным днём 18 сентября 1981 года над Железногорск-Илимским. Авиалайнер Як-40 Братского ОАО предприятия «Аэрофлот» завершал регулярный внутренний рейс В-652 по маршруту Иркутск — Железногорск-Илимский, но при заходе на посадку в аэропорту Железногорска лайнер столкнулся в воздухе с Ми-8ТВ Братского ОАО предприятия «Аэрофлот», выполняющий тренировочный рейс Братск — Железногорск-Илимский — Братск, который также заходил на посадку в аэропорту. Погибли все 40 человек на обоих воздушных судах — 33 человека на Як-40 — 29 пассажиров и 4 членов экипажа и 7 членов экипажа на Ми-8.

## Воздушные суда

### Як-40
Як-40 с бортовым номером 87455 (заводской — 9431236, серийный — 36-12) был выпущен Саратовским авиационным заводом 25 августа 1974 года и вскоре передан Министерству гражданской авиации СССР. 1 октября того же года он начал эксплуатироваться в Братском (по другим данным — 1-м Иркутском) авиаотряде Восточно-Сибирского управления гражданской авиации. На момент катастрофы авиалайнер имел 10 455 часов налёта и 9784 посадок.
В тот день самолёт выполнял местный рейс В-652 по маршруту Иркутск—Железногорск-Илимский. В 11:07 (06:07 МСК) Як-40 вылетел из Иркутского аэропорта.

#### Экипаж Як-40
Як-40 пилотировал экипаж из 245-го авиаотряда, состав которого был:
Командир воздушного судна (КВС) — Фёдор Александрович Коробкин
Второй пилот — Юрий Васильевич Филёв
Бортмеханик — Анатолий Георгиевич Низовцев
В салоне самолёта работала стюардесса Виктория Викторовна Павлова
На борту находилось 29 пассажиров.

### Ми-8
Ми-8ТВ (либо Ми-8Т) с бортовым номером 22268 (заводской — 6918, серийный — 69-18) был выпущен Казанским вертолётным заводом 20 ноября 1976 года. Как и самолёт Як-40, данный вертолёт также поступил в Братский авиаотряд Восточно-Сибирского управления гражданской авиации (был передан 29 декабря). На момент катастрофы он имел 5452 часа налёта и 9400 посадок.
Вертолёт выполнял учебный полёт по маршруту Братск—Железногорск-Илимский—Братск. В 10:40 (05:40 МСК) Ми-8 вылетел из Братского аэропорта.

#### Экипаж Ми-8
Ми-8 управлял экипаж из того же 245-го авиаотряда, при этом было 2 экипажа, состав которых был:

##### Первый экипаж
Проверяющий — командир авиаэскадрильи Владимир Иосифович Бакуров
Командир воздушного судна (КВС) — Эдуард Степанович Григорьев
Второй пилот — Виктор Николаевич Кравченко
Бортмеханик — Михаил Матвеевич Пикутский

##### Второй экипаж
Командир воздушного судна (КВС) — Владимир Яковлевич Белоног
Второй пилот — Сергей Александрович Чехломин
Бортмеханик — Анатолий Алексеевич Шишкин

## Катастрофа
Небо над Железногорском-Илимским было затянуто кучево-дождевыми облаками с нижней границей 720 метров и разорвано-слоистыми облаками с просветами и нижней границей 200 метров, видимость составляла 20 километров, а ветер был северо-западный слабый. В 12:07 Як-40 (борт 87455) вышел на ДПРМ аэропорта Железногорск на высоте 1800 метров. В это же самое время на данной схеме захода на посадку по ОСП с посадочным курсом 275° находились также самолёт Ан-2 (борт 70620), который следовал после пролёта ДПРМ в район третьего разворота, снижаясь при этом до 500 метров, а также вертолёт Ми-8 (борт 22268), выполняющий полеты по ОСП в районе аэропорта и после пролёта БПРМ уходил на второй круг, поднимаясь до 500 метров. одновременно с этим, из Братска на эшелоне 3900 метров уже подходил ещё один Як-40 (борт 87448) у которого расчётное время посадки в Железногорске составляло 12:23.
В 12:08 диспетчер дал экипажу борта 87455 (Як-40) занять ко второму развороту высоту 800 метров (на большом прямоугольном маршруте), а при следовании к третьему развороту снизиться до 500 метров. В это же время самолет Ан-2 выполнил четвёртый разворот, а вертолет Ми-8 занял 500 метров и выполнил второй разворот (на малом прямоугольном маршруте). Все самолёты и вертолёт выполняли схемы захода на посадку левыми прямоугольными маршрутами, находясь при этом в облаках. При пролёте траверза ДПРМ экипаж Як-40 запросил у экипажа Ми-8, где те находятся? Экипаж вертолёта доложил, что они заканчивают второй разворот. Ещё через 20 секунд диспетчер доложил экипажу Як-40: «Вертолет сзади вас километра 4 будет», при этом стоит отметить то, что находиться вертолёту левее и позади Як-40 на 4 километра на той же высоте 500 метров запрещалось инструкциями (п. 5.9.2. НПП ГА-78). В 12:10:05 экипаж Як-40 доложил о начале выполнения третьего разворота и получил разрешение диспетчера занять 400 метров к четвёртому развороту, а через 5 секунд экипаж вертолета Ми-8 доложил о пролёте траверза ДПРМ. В 12:11:12 экипаж самолета Як-40 приступил к выполнению четвёртого разворота, находясь при этом в 15 километрах от ВПП, когда через 20 секунд экипаж вертолета доложил о начале выполнения третьего разворота на расстоянии 11,5 километра от ВПП. Диспетчер разрешил вертолету снижение к четвёртому развороту, который при этом пересекал посадочный курс, и снижаться до высоты 400 метров, на которой уже находился Як-40. Ми-8 выполнил третий разворот, в результате чего возникла аварийная ситуация, так как вертолёт и самолёт теперь сближались на пересекающихся курсах на одной высоте. Однако ни диспетчер, ни экипаж вертолета не заметили данной ситуации, а потому не приняли мер по её предотвращению.
В 12:11:52 экипаж Як-40, находясь над предпосадочной прямой, запросил у диспетчера расстояние до аэропорта. Если бы диспетчер в этот момент посмотрел на экран радиолокатора и определил положение воздушных судов, то он бы увидел опасность сближения вертолёта с самолётом. Но диспетчер в это время был занят переговорами с экипажем Ан-2, который освобождал ВПП после посадки, а также со вторым Як-40 (87448), который запрашивал снижение до эшелона 3300 метров. Лишь в 12:12:18 диспетчер сообщил экипажу Як-40 (87455) удаление — 12 км. А Ми-8 уже заканчивал четвёртый разворот со снижением до 400 метров и выходил на предпосадочную прямую прямо перед данным Як-40. В 12:13:00 (07:13:00) в облаках на высоте 400 метров и в 11 километрах от ВПП Як-40 под углом 30—80° врезался в Ми-8. Вертолёту при ударе оторвало несущий винт и двигатели, а также разрушило кабину экипажа и частично фюзеляж. У самолёта снесло левую часть крыла и частично разрушило фюзеляж и хвостовое оперение. Обе машины на расстоянии 330 метров друг от друга рухнули на расположенные внизу покрытые лесом холмы и сгорели. Все 40 человек (33 в Як-40 и 7 в Ми-8) погибли.

## Запись переговоров
| Время (МСК)                      |                                                 |                                                 |
| -------------------------------- | ----------------------------------------------- | ----------------------------------------------- |
| 07:05:55                         | Ан-2 (70620)                                    | Железногорск, 70620, 1500 пролёт                |
| 07:06:04                         | Д                                               | К 3-му 500 доложите                             |
| 07:06:06                         | Ан-2 (70620)                                    | Понял к 3-му 500                                |
| 07:06:45                         | Ми-8 (22268)                                    | 268, ближняя повторный заход                    |
| 07:06:48                         | Д                                               | 268 занимайте 500                               |
| 07:07:04                         | Д                                               | 455 привод проходите, да?                       |
| 07:07:06                         | Як-40 (87455)                                   | Да, 1800                                        |
| 07:07:08                         | Д                                               | 455 к 3-му, 800 доложите                        |
| 07:07:12                         | Як-40 (87455)                                   | 800, не понял 455, сколько?                     |
| 07:07:14                         | Д                                               | Ко второму доложите                             |
| 07:07:16                         | Як-40 (87455)                                   | Понял, 800 455-й                                |
| 07:08:24                         | Як-40 (87455)                                   | На втором 800, 455                              |
| 07:08:28                         | Д                                               | 455 к 3-му 500                                  |
| 07:08:30                         | Як-40 (87455)                                   | 500, 455-й                                      |
| 07:08:32                         | Ми-8 (22268)                                    | 22268 на 2-м, 500                               |
| 07:08:38                         | Д                                               | 268 сохраняйте 500, 3-й доложите                |
| 07:08:42                         | Ми-8 (22268)                                    | 3-й на 500 доложу, 268                          |
| 07:08:46                         | Як-40 (87455)                                   | 455-й, где вертолет находится?                  |
| Отсутствует 1 минута расшифровки |                                                 |                                                 |
| 07:10:05                         | Як-40 (87455)                                   | 455 на 3-м 500                                  |
| 07:10:07                         | Д                                               | 455 к 4-му 400                                  |
| 07:10:10                         | Як-40 (87455)                                   | 400 доложу, 455                                 |
| 07:11:12                         | Як-40 (87455)                                   | На 4-м 400, 455-й                               |
| 07:11:15                         | Д                                               | 455 готовность к посадке доложите               |
| 07:11:18                         | Як-40 (87455)                                   | Понял                                           |
| 07:11:32                         | Ми-8 (22268)                                    | 22268 на 3-м 500                                |
| 07:11:35                         | Д                                               | 268 к 4-му 400                                  |
| 07:11:39                         | Ми-8 (22268)                                    | 400 к 4-му                                      |
| 07:11:52                         | Як-40 (87455)                                   | Удаление 455 подскажите                         |
| 07:11:56                         | Д                                               | 455 — минутку                                   |
| 07:11:59                         | Ан-2 (70620)                                    | 70620 полосу освободил                          |
| 07:12:02                         | Як-40 (87448)                                   | 87448 3300, дальнейшее снижение                 |
| 07:12:05                         | Д                                               | 448 в траверз, занимайте 1500                   |
| 07:12:10                         | Як-40 (87448)                                   | 1500 в траверз, 448-му                          |
| 07:12:12                         | Д                                               | 620 на перроне по указанию техника              |
| 07:12:14                         | Ан-2 (70620)                                    | Понял, 620-й                                    |
| 07:12:18                         | Д                                               | 455, ваше удаление 8км… 12км                    |
| 07:12:23                         | Як-40 (87455)                                   | Двенадцать, 455-й                               |
| 07:13:00                         | 87455 и 22268 сталкиваются на высоте 400 метров | 87455 и 22268 сталкиваются на высоте 400 метров |

## Причины
1. Авиационная катастрофа с уровнем подготовки экипажей обоих ВС не связана. Экипаж Ми-8 проявил недостаточную радиоосмотрительность и пассивность в обеспечении безопасности полетов.
2. Диспетчер КДП МВЛ в нарушение технологии работы не осуществлял непрерывного контроля за заходом на посадку самолета Як-40 и вертолета Ми-8 и не обеспечил безопасных интервалов между ними в процессе УВД.
3. В Инструкции по производству полетов на а/д Железногорск (ИПП), в нарушение требований ОПП-77, вместо единой схемы для воздушных судов со скоростью полета 300 км/ч и менее установлены две различные схемы полета, снижения и захода на посадку по ППП с одной и той же высотой полета по кругу 500 м — для ВС со скоростью полета по кругу 300 км/ч и менее и для ВС со скоростью 200 км/ч и менее. Описание схем снижения и заходов на посадку по ППП отсутствуют.
4. Допуск диспетчера КДП МВЛ Герасина С. Н. к самостоятельной работе на КДП руководством Братского отдельного авиаотряд был оформлен формально, без прохождения им соответствующей стажировки и проверки специальных знаний, и с грубыми нарушениями требовании действующего положения. Он был направлен для работы в а/п Железногорск 10 сентября и приступил к работе 11 сентября. При этом диспетчер не был подготовлен для работы на КДП, не знал ИПП данного аэродрома, слабо знал порядок и правила полетов в районе аэродрома и руководства воздушным движением.
5. В нарушение требований МГА на диспетчера КДП МВЛ были возложены дополнительные функции диспетчера посадки и дежурного штурмана.— 

Заключение: Причиной столкновения воздушных судов является грубое нарушение требований НПП ГА-78 диспетчером КДП МВЛ, не обеспечившим непрерывный радиолокационный контроль и безопасные интервалы между воздушными судами при полетах по ППП.

Способствующими причинами являются:
- несоответствие требованиям ОПП-77 схем снижения и заходов на посадку ВС по ППП на аэродрома Железногорск;
- недостаточная радиоосмотрительность и пассивность в обеспечении безопасности полетов экипажа Ми-8;
- допуск к работе на КДП МВЛ неподготовленного диспетчера Герасина С. Н.

— 